# Passerelle des Ardennes
La passerelle des Ardennes est une passerelle piétonnière située au-dessus du bassin de la Villette, dans le 19e arrondissement de Paris. 

## Situation et accès
Elle utilise la structure du pont ferroviaire de l'ancienne ligne de Petite Ceinture.  

## Origine du nom
Elle porte le nom de la rue qui y conduit.

## Historique du pont cage
Le 25 février 1891, une déchirure se produit sur le tablier du pont en fer qui avait été construit en 1852 au point kilométrique 28 de la ligne de Petite Ceinture, au-dessus du canal de l'Ourcq, ce qui nécessite sa démolition. Le 5e régiment du génie met en place un pont en bois provisoire en attendant sa reconstruction. En 1892, un nouveau est établi ; c'est le pont cage actuel surnommé pont craqueur en raison des bruits qu'il faisait lorsque les trains le franchissait. 

## Restauration et aménagements
Cet ouvrage métallique se présentant sous forme de poutres en treillis, a fait l'objet de réparations en octobre 2010.  
La partie ferroviaire se prolonge par le viaduc de l'Argonne et la voie se transforme progressivement en coulée verte.